# 169
| 169                |
| ------------------ |
| Dødsfald - Fødsler |
|                    |

| Gregoriansk kalender | 169 CLXIX               |
| Ab urbe condita      | 922                     |
| Armensk kalender     | I/T                     |
| Kinesiske kalender   | 2865 – 2866 戊申 – 己酉 |
| Etiopisk kalender    | 161 – 162               |
| Jødisk kalender      | 3929 – 3930             |
| Hindukalendere       |                         |
| - Vikram Samvat      | 224 – 225               |
| - Shaka Samvat       | 91 – 92                 |
| - Kali Yuga          | 3270 – 3271             |
| Iransk kalender      | 453 BP – 452 BP         |
| Islamisk kalender    | 467 BH – 466 BH         |

Se også 169 (tal)